# Ferenczy Endre (jogász)
Ferenczy Endre, teljes nevén: Ferenczy Endre Hugó (Budapest, 1947. november 12. – Budapest, 2016. január 9.) egyetemi oktató, tudományos kutató, az  állam- és jogtudomány kandidátusa (1982).

## Életpályája
Az ELTE Állam- és Jogtudományi Karán szerzett diplomát 1974-ben. Az MTA Jogtudományi Intézet tudományos főmunkatársa volt. Két szemesztert végzett továbbá a Faculté pour l'enseignement de Droit Comparé-n.
Az MTA tevékenységében a IX. Gazdaság- és Jogtudományok Osztálya illetve az Állam- és Jogtudományi Bizottság keretében vett részt. A Budapesti Műszaki és Gazdaságtudományi Egyetemen Gazdaság- és 
Társadalomtudományi Kar Üzleti Tudományok Intézete tanára volt.

## Kutatási területe
- Közösségi jog (Az Európai Unió jogforrásai)
- Polgári jog (A pénzügyi tárgyú szerződések magánjogi instrumentumai és közjogi háttere)
- Közigazgatási jog,
- Pénzügyi jog

## Főbb publikációi
- Ferenczy Endre: Az EU megváltozott döntéshozatali rendszerének reformjáról.  Állam- és Jogtudomány, 2003. 3-4 szám, 211-242.
- Ferenczy Endre: Az önálló szabályozó szerv tevékenysége, mint parakodifikációs jelenség.   Állam- és Jogtudomány, 2000. 3-4. szám, 311-326.
- Ferenczy Endre:Az Európai Unió Bizottságának változó szerepe.   Európa 2002. 2004. 1. szám, 40-48.
- Az Európai Unió jogával való harmonizáció hatása a foglalkoztatásra.  Országos Foglalkoztatási Közalapítvány. Budapest, 2000.
- Az Unió döntési mechanizmusának jogintézményeiről.   Magyar Tudományos Akadémia Jogtudományi Intézete. Közlemények (No. 20), Budapest, 2004. 234.
- Az Unió döntési mechanizmusának újraszabályozására vonatkozó erőfeszítések végeredménye.  In: Uniós kihívások az ezredfordulón. (társszerző) MTA Világgazdasági Kutatóintézet. Budapest, 2005. 132-166.
- Helyi adók külföldön.  In: Önkormányzatok által kezelt adók. Közgazdasági és Jogi Könyvkiadó, Budapest, 1999. 447-465.
- Foglalkoztatáspolitika és az európai jog.   Állam- és Jogtudomány, (Vol. XXXIX.) 1998. 3-4. szám, 257-289.
- A kis-és középmértékű vállalatokat érintő Közösségi jog.  Jogtudományi Közlöny, 1997. 6. szám, 277-279.
- Az általános közteherviselés, mint társadalmi közmegegyezés.   Jogtudományi Közlöny, 1996. 9. szám, 398-352.
- Ferenczy Endre : Az önálló szabályozó szerv tevékenysége mint parakodifikációs jelenség. = Állam- és jogtudomány. 41. 2000. 3-4. 311-325.
- Ferenczy Endre : Toldi Ferenc. /1914-1999./ = Állam- és jogtudomány. 40. 1999. 3-4. 203-204.
- Ferenczy Endre : A foglalkoztatáspolitika és az európai jog. Állam- és jogtudomány. 39. 1998. 3-4. 257-290.
- Ferenczy Endre : Az államháztartási reform. = Jogtudományi közlöny. 51. 1996. 11. 433-440.
- Ferenczy Endre : Az általános közteherviselés mint társadalmi közmegegyezés. Jogtudományi közlöny. 51. 1996. 9. 348-352.
- FERENCZY Endre: A vállalkozásokra vonatkozó, pénzügyekkel összefüggő amerikai jogról. = Állam- és jogtudomány. 37. 1995. 1-2. 146-170.
- Ferenczy Endre : A kormányzati pénzfelhasználás törvényes és szerződéses korlátairól. = Jogtudományi közlöny. 49. 1994. 6. 237-242.
- Ferenczy Endre : Közpénzügyek modernizációja és az európai integráció. = Állam- és jogtudomány. 35. 1993. 1-2. 97-118.
- Ferenczy Endre: Az ellenőrzésről vallott felfogásokról. [1.] = Jogtudományi közlöny. 48. 1993. 6. 224-230.
- Ferenczy Endre : A közigazgatások finanszírozásáról. = Pénzügyi szemle. 37. 1993. 3. 223-2
- Ferenczy Endre: A vállalkozásokra vonatkozó, pénzügyekkel összefüggő amerikai jogról. = Állam- és jogtudomány. 37. 1995. 1-2. 146-170.
- Ferenczy Endre: A pénzügyek általános jogelveiről. = Állam- és jogtudomány. 34. 1992. 1-4. 93-152.
- Ferenczy Endre: Az Unió döntési mechanizmusának jogintézményeiről. Közlemények, No. 20. MTA JTI, Budapest [2004].
- Ferenczy Endre: A nemzeti hatóság regulációs jogköre. MTA JTI, Infokommunikációs Jogi Centrum, Budapest, 2005.
- Ferenczy Endre Hugó cikke

## Külső hivatkozások
- MTA Köztestület
- Publikációk jegyzéke
- Üzleti Tudományok Intézete Archiválva 2012. február 8-i dátummal a Wayback Machine-ben
- Üzleti Tudományok Intézete
- OSZK IKER Archiválva 2006. március 2-i dátummal a Wayback Machine-ben